# Sikory (Podlachie)
Pour les articles homonymes, voir Sikory.
Sikory est un village polonais du district administratif de Mońki, dans le powiat de Mońki, voïvodie de Podlachie, au Nord-Est du pays. Il est situé à environ 6 km à l'Est de Mońki et à 37 km au Nord-Ouest de la capitale régionale Białystok.